# Papperstrana

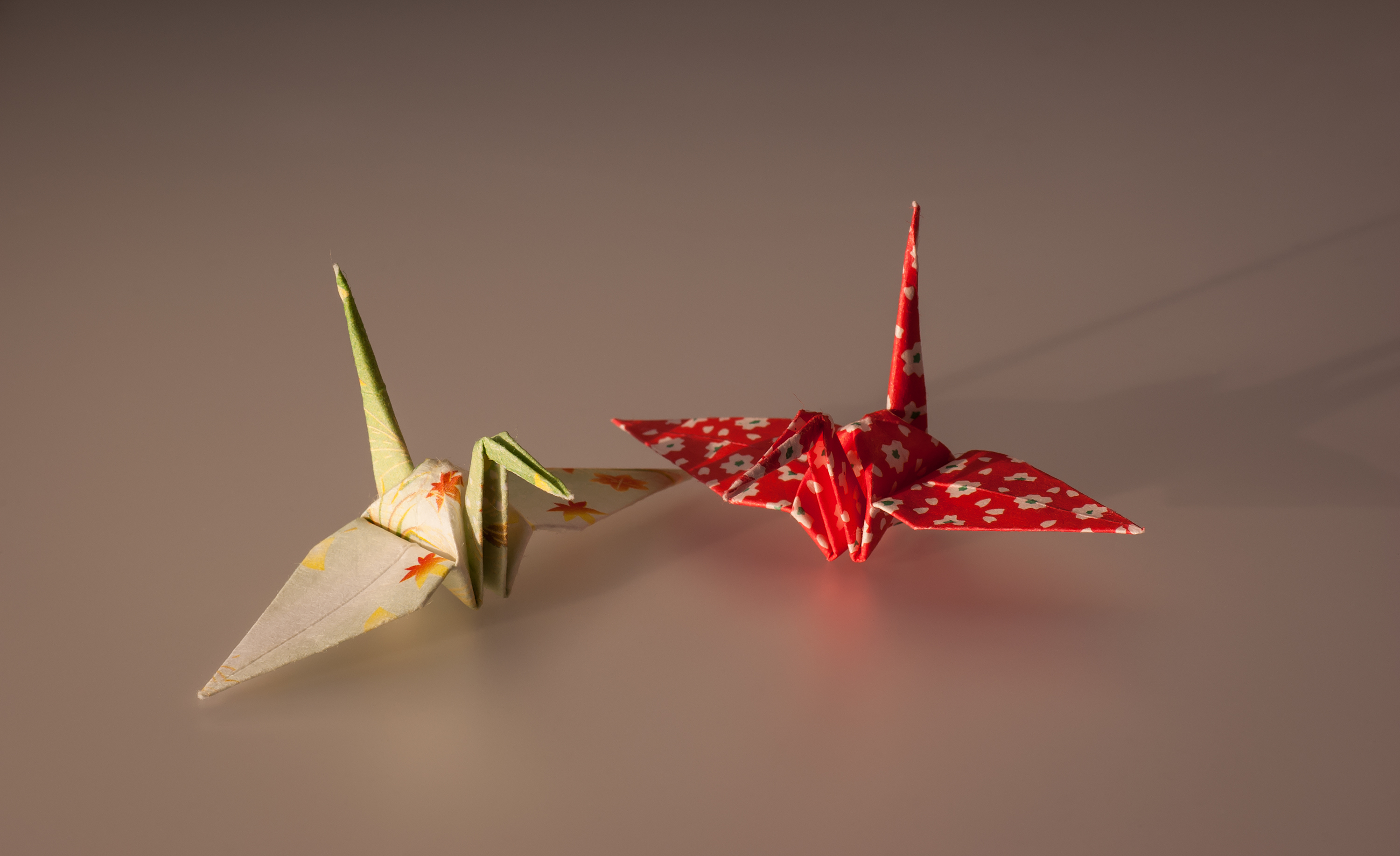
Papperstranor

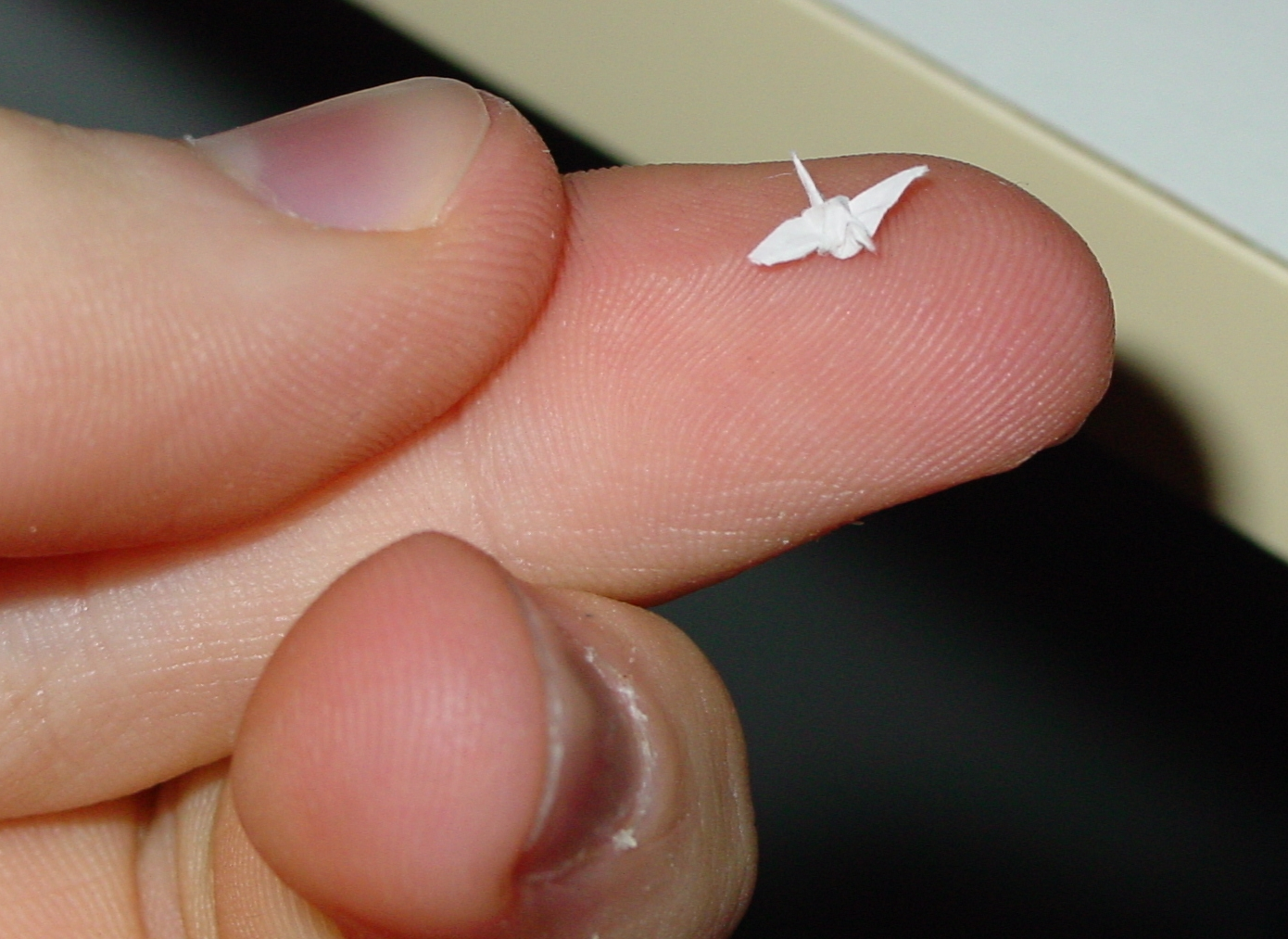
En mycket liten papperstrana

Papperstrana, japanska orizuru (折鶴 ori- "vikt," tsuru "trana"), är en av de mest välkända varianterna av japansk origami. Den efterliknar den japanska tranan och har en betydelsefull roll i Japans kultur. Den används ofta i symboliska handlingar och som bordsdekoration.

## Renzuru
Termen renzuru (japanska för "förbundna tranor") refererar till en teknik inom origamin där man viker flera tranor från ett enskilt papper (vanligtvis kvadratiskt) genom att utnyttja ett antal strategiskt utförda snitt för att forma en mosaik av delvis fristående mindre kvadrater från det ursprungliga pappret. De resulterande tranorna sätts fast vid varandra, till exempel vid spetsen på näbbarna, vingarna eller svansarna, eller vid varandras kroppar, till exempel en bebis-trana som sitter på moderns rygg. Tricket är att vika alla tranor utan att förstöra de små pappersbitarna som håller ihop dem, eller i vissa fall, för att dölja extrapapper.
Typiska renzuru-vikningar inkluderar en cirkel av fyra eller fler tranor fastsatta vid vingspetsarna. En av de enklaste formerna, gjord från en halv rektangel skuren halvvägs från en av långsidorna, resulterar i två tranor som delar en hel vinge, placerad vertikalt mellan deras kroppar; huvud och svansar kan peka åt samma eller motsatta håll. Det här är känt som imoseyama. Om verket skapas från papper med olika färger på vardera sida, kommer tranorna få olika färger.
Den har origami-tekniken introducerades först i en av de äldsta kända origami-böckerna; Hiden Renzuru no Orikata (1797). (Uppdaterade figurer från boken kan hittas i en nyare bok av japanen Kunihiko Kasahara.)

## Att vika en papperstrana

Instruktioner för hur man viker en papperstrana, enligt Yoshizawa–Randlett-notationen.